# Mińsk Mazowiecki
Mińsk Mazowiecki è una città polacca del distretto di Mińsk nel voivodato della Masovia situata a circa 38 km dal centro di Varsavia.
Ricopre una superficie di 13,12 km² e nel 2006 contava 37 529 abitanti.

## Amministrazione

### Gemellaggi
- Lacey (Washington)